# Thrasyllus
Thrasyllus (Grieks) was een Atheense militair in de laatste jaren van de Peloponnesische Oorlog.
Hij was een vriend en medewerker van de vlootvoogd Thrasybulus, en leidde samen met deze de reactie tegen de anti-democratische revolutie van de oligarchen in 411. Thrasyllus versloeg een Spartaanse vlooteenheid bij Cynossema. Hij behoorde ook tot de generaals die na de Atheense overwinning bij de Arginusae in 406 door de Volksrechtbank te Athene wegens vermeende nalatigheid ter dood werden gebracht, ondanks het verzet van Socrates, die op dat ogenblik lid was van de Boulè.
 Portaal Oudheid · Athene · Geschiedenis van Griekenland · Geschiedenis van Athene